# Nyctemera tripunctaria
Nyctemera tripunctaria là một loài bướm đêm thuộc phân họ Arctiinae, họ Erebidae.